# Cevenole (ganadería)
La Ganadería Cévenole es una ganadería francesa de toros de lidia, creada en 1968. Su divisa es verde oscuro, negra y roja brillante. La finca está ubicada en Mas des Carmes, en la aldea de Montoulieu, Hérault

## Presentación e historía
La ganadería fue creada por Gilbert Aymes y Lucien Girard en 1968 con vacas de Georges Daumas, François André y Deville, de origen Infante de la Cámara, y ganado de Ambroise Pouly y Sánchez Cobaleda. El primer semental procedía de la cría Carlos Núñez, sustituido en 1994 por otros dos machos de origen Guardiola y Fantoni.
En 1987, Aymes compró un semental de origen Sánchez Cobaleda a François André, luego eliminó gradualmente el ganado de origen Cobaleda agregando un semental de puro origen Santa Coloma, reformando así la cría a partir de este nuevo encaste.
En 1997 la ganadería se presentó en una novillada picada, en las plaza de toros de Grau-du-Roi con un cartel compuesto por Luisito, Marc Serrano Morenito de Arlés. Presentado en las principales plazasfrancesas, el hierro suministró ganado a Arlés, Mont-de-Marsan, Nîmes, Béziers .

## Toros importantes
- El 7 de septiembre de 1997 en Bayona, el novillo Lavador n ° 96 fue homenajeado con una vuelta al ruedo. .
- En mayo de 2000 , en la feria de Palavas-les-Flots, la ganadería presentó su primera corrida de toros para la corrida concurso donde el toro Despacioso corrió a cargo de Richard Milian .